# ロゴナ・エサウ
ロゴナ・エサウ（Logona Esau、 1987年3月2日 - ）はツバル出身のウェイトリフティング選手。国内に練習場はないためニューカレドニアで練習している。

## 経歴
2005年にコロールで行われたパシフィックミニゲームで銅メダルを獲得し、国際大会でメダルを獲得したツバルで初の選手となった。 2007年にもアピアで行われたパシフィックミニゲームで141kg持ち上げ銀メダルを獲得した。
2008年にはツバルの初参加となる北京オリンピックに参加し、開会式ではツバル選手団の旗主を務めた。競技は男子重量挙げ69kgに参加し、タジキスタンのニゾム・サンゴフに勝利したものの予選7位に終わった。